# Педді Барнс
Педді Барнс  (англ. Paddy Barnes; нар. 9 квітня 1987) — професійний ірландський боксер найлегшої ваги, олімпійський медаліст.

## Любительська кар'єра

### Чемпіонат світу 2007
- 1/32 фіналу: Переміг Чон Джой Сука (Північна Корея) — PTS (33-19)
- 1/16 фіналу: Переміг Седеха Ферай (Іран) — PTS (30-10)
- 1/8 фіналу: Переміг Кенджі Охкубо (Японія) — PTS (24-6)
- 1/4 фіналу: Програв Цзоу Шиміну (Китай) — PTS (8-22)

### Олімпійські ігри 2008
- 1/8 фіналу: Переміг Хосе Луїса Меса (Еквадор) — PTS (14-8)
- 1/4 фіналу: Переміг Лукаша Мащіка (Польща) — PTS (10-5)
- Півфінал: Програв Цзоу Шиміну (Китай) — PTS (0-15)

На Іграх Співдружності 2010 здобув чотири перемоги, серед інших над Ендрю Молоні (Австралія), і став чемпіоном.

### Чемпіонат світу 2011
- 1/16 фіналу: Програв Марку Барріга (Філіппіни) — PTS (12-20)

### Олімпійські ігри 2012
- 1/8 фіналу: Переміг Томаса Ессомба (Камерун) — PTS (15-10)
- 1/4 фіналу: Переміг Лейшарама Сінґха (Індія) — PTS (23-18)
- Півфінал: Програв Цзоу Шиміну (Китай) — PTS (15-15+)

На Іграх Співдружності 2014 здобув чотири перемоги, серед інших у фіналі над Лейшарамою Сінґхом (Індія), і став чемпіоном.

### Олімпійські ігри 2016
- 1/8 фіналу: Програв Самуелю Кармоні (Іспанія) — PTS (1-2)

## Професіональна кар'єра
Дебютував 5 листопада 2016 року.
18 серпня 2018 року програв нокаутом у 4 раунді бій за звання чемпіона WBC у найлегшій вазі діючому чемпіону нікарагуанцю Крістоферу Розалесу.